# Robert Joe Long

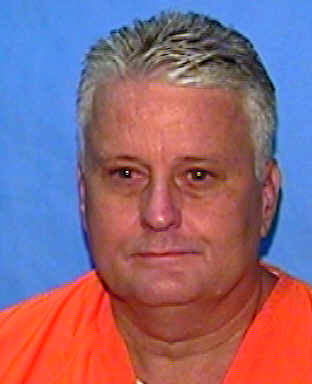
Robert Long (2007)

Robert Joseph Long (* 14. Oktober 1953 in Kenova, West Virginia; † 23. Mai 2019 in Raiford, Florida), auch als Robert Joe Long oder Bobby Joe Long bekannt, war ein US-amerikanischer Serienmörder und -vergewaltiger, der in den 1980er Jahren, innerhalb von nur acht Monaten mindestens zehn Frauen ermordete. Darüber hinaus werden ihm, ab 1980, bis zu 50 Vergewaltigungen angelastet. Nach seiner Verhaftung, im Jahr 1984, wurde er zum Tode verurteilt und 34 Jahre später, im Florida State Prison, durch eine letale Injektion hingerichtet.

## Leben

### Kindheit
Long wurde am 14. Oktober 1953 in Kenova im US-Bundesstaat West Virginia geboren. Mütterlicherseits war er ein entfernter Cousin des Serienmörders Henry Lee Lucas. Seine Eltern Joe und Louella Long ließen sich 1955 scheiden. Im selben Jahr zog seine daraufhin alleinerziehende Mutter mit ihm nach Miami, Florida, wo sie unter anderem als Kellnerin arbeitete, um ihren Lebensunterhalt zu bestreiten. Im Jahr 1960 heirateten Longs Eltern einander erneut und die Familie lebte daraufhin wieder zusammen in West Virginia. Drei Jahre später ließen sich seine Eltern zum zweiten Mal scheiden und Louella Long zog mit ihrem Sohn zurück nach Florida, wo sie zunächst bei Verwandten und ab 1965 in einem eigenen Haus in Hialeah lebten.
In seiner Kindheit zog sich Long mehrere schwere Kopfverletzungen zu. Die erste erlitt er im Alter von fünf Jahren beim Sturz von einer Schaukel. Ein Jahr später prallte er bei einem Fahrradunfall mit dem Kopf gegen ein Auto, wobei er mehrere Zähne verlor und eine Gehirnerschütterung davontrug. Nach einem Sturz bei einem Ritt auf einem Pony litt der siebenjährige Long wochenlang an Schwindel und Übelkeit.
Im Jahr 1966 erschoss er den Hund seiner Mutter. Als Motiv gab er später an, dass seine Mutter den Hund besser behandelt habe als ihn. Bis zu seinem 13. Lebensjahr schlief Long im Bett seiner Mutter. Seine spätere Behauptung, er habe seiner Mutter und ihren zahlreichen Männerbekanntschaften beim Geschlechtsverkehr zugesehen, wurde von ihr zurückgewiesen. Long wurde mit einem zusätzlichen X-Chromosom geboren, was dazu führte, dass sein Körper in der Pubertät zu viel Östrogen produzierte und ihm Brüste wuchsen, die operativ entfernt wurden.

### Phase bis zu Beginn der Taten (1980)
Nach der zehnten Klasse ging er von der Schule ab. Ab 1972 leistete er seinen Militärdienst am Luftwaffenstützpunkt in Homestead, Florida. Im Januar 1974 heiratete er seine Highschool-Freundin Cynthia, die er seit 1966 kannte. 
Aus der Ehe gingen ein Sohn (* 1974) und eine Tochter (* 1975) hervor.
Im Februar 1974 verunglückte Long mit seinem Motorrad und zog sich erneut eine Kopfverletzung zu. Während des folgenden Krankenhausaufenthalts litt er an stechenden Kopfschmerzen und neigte zu Wutausbrüchen. Nach dem Unfall empfand er ein gesteigertes sexuelles Verlangen und masturbierte mehrmals täglich. Aufgrund seiner Verletzungen wurde er im August 1974 aus dem Militärdienst entlassen. Während seiner folgenden, gelegentlich von  Kurzzeitanstellungen unterbrochenen, mehrjährigen Arbeitslosigkeit absolvierte er Ausbildungen zum Elektriker und Röntgenstrahlentechniker.
Wie seine Mutter, soll auch seine Ehefrau eine dominante, manipulative Person gewesen sein. Die beiden Frauen hatten ein ausgesprochen schlechtes Verhältnis zueinander und bezichtigten sich später gegenseitig, die jeweils andere habe zu seiner Laufbahn als Serienmörder beigetragen.
Seine Frau reichte 1980 aufgrund häuslicher Gewalt die Scheidung ein.

### Serienvergewaltigungen und Serienmorde zwischen 1980 und 1984
Nach der Scheidung von seiner Frau vergewaltigte Long ab 1980 zunächst eine Reihe von Opfern. Im Jahr 1984 ermordete er über einen Zeitraum von acht Monaten insgesamt zehn Frauen im Großraum von Tampa Bay. Die meisten Opfer hat Long nach Angaben der Polizei erdrosselt, einigen schnitt er die Kehlen durch und weitere prügelte er zu Tode. Er ermordete insbesondere Prostituierte, Stripperinnen und Kellnerinnen im Alter von 18 bis 28, und verübte seine Taten gern bei Vollmond.

#### Vorgehensweise bei Vergewaltigungen bis 1984
Zwischen 1980 und 1983 meldete sich Long auf Zeitungsinserate von Frauen, die Haushaltswaren zum Kauf anboten. Er rief dort an, fuhr zu ihnen nach Hause und vergewaltigte sie. In Miami, Ocala und Fort Lauderdale wurde er aufgrund seines Modus Operandi als Classified Ad Rapist („Kleinanzeigen-Vergewaltiger“) bezeichnet. Ihm wurden etwa 50 Fälle von Vergewaltigungen und sexueller Nötigung zugeschrieben.
Im Oktober 1981 beschuldigte ihn seine Nachbarin Sharon Richards der Vergewaltigung. Allerdings fehlten der Polizei die Beweise, Long zu inhaftieren. Dieser Nachbarin versetzte Long wenige Tage später während einer Auseinandersetzung einen Schlag und floh daraufhin zu seinen Eltern nach West Virginia. Erst im Juni 1983 kehrte er nach Tampa zurück.
Im Juli 1983 lernte Long eine Röntgenassistentin eines nahegelegenen Krankenhauses kennen, sie wurden ein Paar. Um sich von seiner Beute, dem Schmuck der vergewaltigten Frauen, zu trennen, überhäufte er seine Freundin damit. Im September 1983 wurde der Prozess in der Strafsache Sharon Richards gegen ihn eröffnet, er wurde schuldig gesprochen und beantragte eine Revision des Verfahrens.
Noch während der Phase, in der der Prozess neu aufgerollt wurde, wurde Long im November 1983 verhaftet, nachdem er einen obszönen Brief wie auch Nacktaufnahmen von sich und einem zwölfjährigen Mädchen aus Tampa per Post verschickt hatte. Auch ein anzügliches Telefonat sollte Long mit seinem Opfer geführt haben. Nach zwei Tagen im Gefängnis kam Long mit einer Bewährungszeit von sechs Monaten wieder frei.

#### Mordserie 1984
Im Frühjahr 1984 wurde das Revisionsverfahren in der Sache Sharon Richards eröffnet. Das Urteil war ein Freispruch aus Mangel an Beweisen.
Am 27. März 1984 nahm Long die 18-jährige Prostituierte Artis Wick mit und vergewaltigte sie. Anschließend ermordete er sie. Es war der erste Mord, den man Long später nachweisen konnte.
Ab 1984 begann Long mit der Serie willkürlicher Morde. Miami, Ocala und Fort Lauderdale war das Gebiet, in dem er sein Unwesen trieb und dabei überwiegend Prostituierte und Stripperinnen ermordete. Doch auch im privaten Umfeld suchte er sich seine Opfer. Nach seiner Verhaftung äußerte er, Abscheu gegenüber dominanten und manipulativen Frauen zu empfinden.
Obwohl bald nach den ersten Morden das FBI auf den Serienmörder angesetzt war, konnte Long zwischen Mai und November 1984 acht weitere Frauen zwischen 18 und 22 Jahren in seiner Wohnung ermorden.

#### Überführung durch Lisa McVey und letzte Morde 1984
Am 3. November 1984 überfiel Long die 17-jährige Lisa McVey auf offener Straße und zerrte sie von ihrem Fahrrad in sein Auto, bevor er sie in seine Wohnung mitnahm. Long bedrohte sein Opfer mit einer Schusswaffe, verband ihr die Augen und vergewaltigte sie im Laufe von 26 Stunden wiederholt. Aufgrund der Tatsache, dass McVey selbst jahrelang vom Freund ihrer Großmutter sexuell misshandelt und vergewaltigt worden war, gelang es ihr, Bobby so zu manipulieren, dass er sie nicht tötete. Nachdem sie behauptete, einen kranken Vater zu haben, um den sie sich kümmern müsse, ließ er sie laufen. Zum Abschied entschuldigte sich Long sogar bei McVey und sagte ihr, dass sie ein gutes Mädchen sei und ihn beeindruckt habe. McVey räumte später ein, sie hätte die feste Absicht gehabt, sich das Leben zu nehmen, die Entführung durch Long habe sie jedoch davon abgehalten.
Die Beschreibung des Täters und seines Autos, die McVey am 16. November 1984 der Polizei gab, führten zu Longs Ergreifung. Anhand von Spuren, die an seinem Auto sichergestellt wurden, gelang den Ermittlern, ihn gleich mit mehreren Morden in Verbindung zu bringen.
Allerdings hatte Long in den knapp zwei Wochen vor seiner Festnahme bereits zwei weitere Frauen getötet. Am 6. November 1984 tötete er die 18-jährige
Virginia Lee Johnson und nur fünf Tage später die 21-jährige Kim Marie Swann.
Die Geschichte von Longs überlebendem Opfer wurde unter dem Titel Believe Me: Die Entführung der Lisa McVey von Netflix als Spielfilm verfilmt und 2018 ausgestrahlt. Der Titel spielt darauf an, dass ihre Eltern McVey zunächst nicht glaubten, was vorgefallen war.
Lisa McVey arbeitet mittlerweile als Polizeibeamtin im Hillsborough County (Florida), wo sie unter anderem Jugendliche dafür sensibilisiert, wie sie sich im Ernstfall gegenüber von Sexualstraftätern oder Gewalttätern am besten verhalten. Außerdem hält sie als „motivational speaker“ Reden zum Thema Prävention und Verhalten gegenüber Straftätern.

### Prozess, Verurteilung und Hinrichtung
Durch die exakte Täter- wie auch Wohnungsbeschreibung von Lisa McVey wurde Long am 17. November 1984 in seiner Wohnung verhaftet. Die Beweislast war erdrückend. Sowohl DNA-Spuren als auch persönlicher Besitz der Opfer konnten sichergestellt werden. 1985 wurde der Prozess gegen ihn eröffnet. Long erhielt neben 28 lebenslangen Freiheitsstrafen einmal die Todesstrafe, er hatte die Taten im Prozess gestanden.
Long sah sich dennoch stets als Justizopfer des damals amtierenden Gouverneurs von Florida, Robert Daniel Graham, eines Befürworters der Todesstrafe. 
Am 23. Mai 2019 wurde Long im Florida State Prison, in Raiford, Florida, hingerichtet. Lisa McVey verfolgte die Hinrichtung ihres ehemaligen Peinigers als Zuschauerin in der ersten Reihe.
Auf die Frage, ob er noch ein letztes Statement abgeben wollte, antwortete Long mit „No“. Sein Tod wurde gegen 18:55 Ortszeit bestätigt.